# Tarnkowa
Tarnkowa (deutsch Trenkau) ist eine Ortschaft in Oberschlesien. Der Ort liegt in der Gmina Głubczyce im Powiat Głubczycki in der Woiwodschaft Oppeln in Polen.

## Geographie

### Geographische Lage
Das Angerdorf Tarnkowa liegt acht Kilometer nordwestlich der Kreisstadt und des Gemeindesitzes Głubczyce (Leobschütz) sowie 62 Kilometer südwestlich der Woiwodschaftshauptstadt Opole (Oppeln) unmittelbar an der Grenze zu Tschechien. Der Ort liegt in der Nizina Śląska (Schlesische Tiefebene) innerhalb der Płaskowyż Głubczycki (Leobschützer Lößhügelland). Im Osten grenzt der Ort an ein weitläufiges Waldgebiet, dem Leobschützer Stadtforst.

### Nachbarorte
Nachbarorte von Tarnkowa sind im Nordwesten Sławoszów (Amaliengrund), im Osten der Weiler Żabczyce (Wolfsteich) sowie auf tschechischer Seite im Westen Bohušov (Füllstein).

## Geschichte

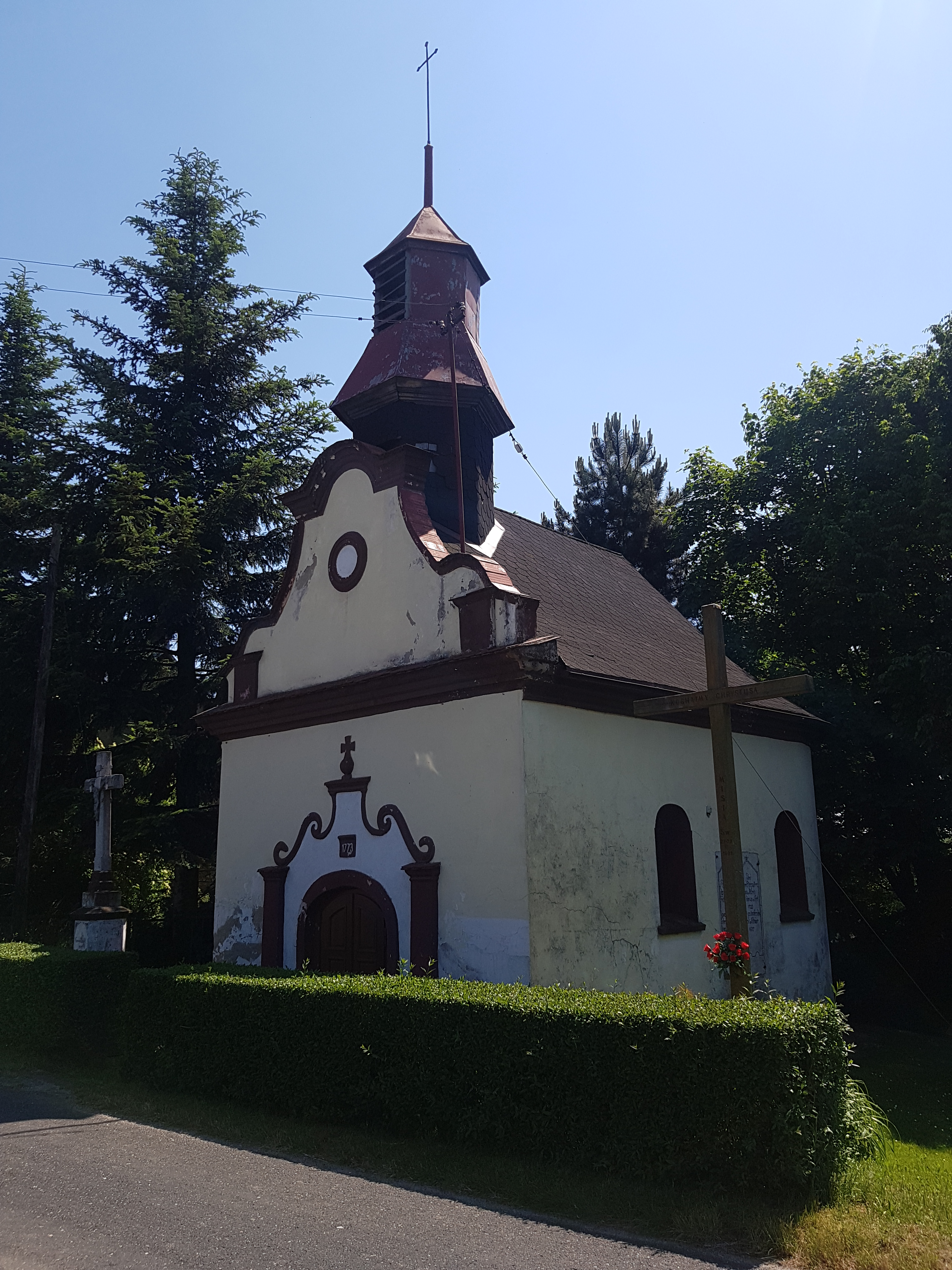
Philippus-und-Jakobus-Kapelle

Der Ortsname leitet sich vom Personennamen Trnka ab, das Dorf des Trnka.
Nach dem Ersten Schlesischen Krieg 1742 fiel Trenkau mit dem größten Teil Schlesiens an Preußen.
Nach der Neuorganisation der Provinz Schlesien gehörte die Landgemeinde Trenkau ab 1816 zum Landkreis Leobschütz im Regierungsbezirk Oppeln. 1845 bestanden im Dorf eine katholische Kapelle und 30 Häuser. Im gleichen Jahr lebten in Trenkau 150 Menschen, allesamt katholisch. 1861 zählte Trenkau eine Erbrichterei, 10 Gärtner- und 15 Häuslerstellen. Im gleichen Jahr zählten die katholische Schule 70 sowie die evangelische Schule 90 Schüler. 1874 wurde der Amtsbezirk Pommerswitz gegründet, welcher die Landgemeinden Alt Wiendorf, Amaliengrund, Neu Wiendorf, Pommerswitz, Steubendorf und Trenkau und die Gutsbezirken Alt Wiendorf und Pommerswitz umfasste.
Bei der Volksabstimmung in Oberschlesien am 20. März 1921 stimmten in Trenkau 137 Personen für einen Verbleib bei Deutschland und 2 für Polen. Trenkau verblieb wie der gesamte Stimmkreis Leobschütz beim Deutschen Reich. 1933 zählte der Ort 122 Einwohner, 1939 wiederum 120. Bis 1945 gehörte der Ort zum Landkreis Leobschütz.
1945 kam der bisher deutsche Ort unter polnische Verwaltung, wurde in Tarnkowa umbenannt und der Woiwodschaft Schlesien angeschlossen. 1950 wurde Tarnkowa der Woiwodschaft Oppeln zugeteilt. 1999 wurde es Teil des wiedergegründeten Powiat Głubczycki.

## Sehenswürdigkeiten
- Die römisch-katholische Philippus-und-Jakobus-Kapelle (poln. Kaplica św.św. Filipa i Jakuba) wurde 1733 errichtet. Seit 1964 steht die Kapelle unter Denkmalschutz.[8]
- Gebäude der ehemaligen Erbrichterei – heute eine Ruine
- Steinernes Wegekreuz